# Синетов, Николай Алексеевич
Николай Алексеевич Синетов (21 ноября 1932, Старая Боголюбовка, Средневолжский край — 19 июля 2020, Москва) — советский хозяйственный, государственный и политический деятель.

## Биография
Родился в 1932 году в селе Старая Боголюбовка (ныне — в Исаклинском районе Самарской области).
С 1955 года — на хозяйственной, общественной и политической работе. В 1955—1990 гг. — мастер, прораб, начальник участка, главный инженер, секретарь парткома, управляющий трестом «Камчатморгидрострой», заместитель председателя, председатель исполнительного комитета Камчатского областного Совета народных депутатов.
Избирался депутатом Верховного Совета РСФСР 11-го созыва.
Почётный гражданин Камчатского края.